# Ylva Ryngebo
Ylva Ryngebo, född 21 juni 1964, är en svensk röntgensjuksköterska, uppfinnare och entreprenör.  
Ylva Ryngebo utbildade sig till legitimerad röntgensjuksköterska vid Karolinska Institutet 1988–1990. I sitt arbete vid Sophiahemmet i Stockholm i början av 2000-talet förundrades hon över hur dåligt många av de röntgenhjälpmedel som användes fungerade. Hon började då ta fram en bättre, säkrare och mer bekväma kompressionsanordning för njurröntgen. Därefter utvecklade hon ett nytt märksystem speciellt anpassat för digitalröntgen, som underlättar för personalen att märka rätt kroppsdel som ska röntgas och som idag används på de flesta röntgenavdelningar i Sverige. Märksystemet som kallas Easymark Dx-Sin visas även i den permanenta utställningen "100 innovationer" vid Tekniska museet i Stockholm.
Ylva Ryngebo belönades med Stockholms Stads Uppfinnarstipendium 2004 och blev 2006 vald till Årets Kvinnliga Svenska Uppfinnare. Hon utsågs även till Europas kvinnliga uppfinnare 2013–2015. Idag arbetar Ylva Ryngebo som innovatör och entreprenör i egna företaget Medical Innovation Design MID AB.